# Eftodia, Bârzula
Eftodia (în ucraineană Євтодія, transliterat: Ievtodia) este un sat în comuna Balta din raionul Bârzula, regiunea Odesa, Ucraina.

## Demografie
Componența lingvistică a localității Eftodia
     Ucraineană (91,78%)
     Română (5,78%)
     Rusă (2%)
Conform recensământului din 2001, majoritatea populației localității Eftodia era vorbitoare de ucraineană (91,78%), existând în minoritate și vorbitori de română (5,78%) și rusă (2%).